# Walter Karbe
Hermann Wilhelm Walter Karbe (* 9. April 1877 in Trechwitz; † 25. Oktober 1956 in Neustrelitz) war einer der bedeutenden Heimatforscher im Stargarder Land. Richard Wossidlo nannte ihn einst  „seinen besten Schüler“. Karbe entdeckte den wendischen Silberschmuck, der als Blumenhäger Silberfund bekannt wurde und in Wissenschaftskreisen Aufsehen erregte.
Walter Karbe sammelte daneben eine Vielzahl an Relikten unterschiedlicher Art, die er stets dem Neustrelitzer Landesmuseum stiftete, von denen die Mehrzahl jedoch beim Schlossbrand 1945 verloren gingen. Die umfangreichen schriftlichen Aufzeichnungen Walter Karbes gingen nach seinem Tod an Annalise Wagner über, die aus diesem Nachlass und eigenen Sammlungen das Karbe-Wagner-Archiv gründete.
Nach ihm wurde die IGS „Walter Karbe“ Neustrelitz, die auch den „Walter Karbe“-Schulpreis verleiht, benannt.

## Leben
Walter Karbes Vater, Eduard Karbe (1847–1907), der Sohn des Amtsrats Hermann Karbe aus Gramzow, war als einziger seiner Brüder in der Landwirtschaft tätig und hatte 1876 das Gut Trechwitz gepachtet. Im gleichen Jahr heiratete er Anna Jonas (* 30. Mai 1855; † 6. März 1936), die Tochter eines Großkaufmanns und einer malaiischen Häuptlingstochter aus Makassar. Walter Karbe war das älteste der drei Kinder. Von seinen zwei Schwestern verstarb eine bereits ein halbes Jahr nach ihrer Geburt.
Walters Tante väterlicherseits war die in der Mark Brandenburg bekannte Heimatdichterin Anna Karbe (1852–1875) aus Gramzow.
1884 zog die Familie Karbe nach Strelitz, wo der Vater das an der Chaussee zwischen Strelitz und Neustrelitz gelegene Stadtgut Marly gepachtet hatte. Walter Karbe besuchte ab 1886 zunächst die Großherzogliche Bürgerschule und dann das Gymnasium Carolinum. Auf Grund von Prüfungsangst in Mathematik verließ er die Schule 1898 kurz vor dem Abitur mit dem Zeugnis der Oberprima. Als die Familie 1896 das Gut aufgab und nach Breslau zog, absolvierte Karbe eine Kaufmannslehre in Stettin, studierte ab 1901 an den Handelshochschulen von Leipzig und Köln und ging dann 1903 für 2½ Jahre als Privatsekretär eines Großindustriellen nach Stockholm. Hier erlernte er die schwedische Sprache und eignete sich umfassende Kenntnisse zur Geschichte Skandinaviens an. Anschließend ging er über Deutschland nach Paris, wo er auch in einem Übersetzerbüro arbeitete und kehrte im Frühjahr 1907 nach einigen Monaten an der Mittelmeerküste wieder nach Deutschland zurück. Er schrieb sich in verschiedenen Universitäten als Gasthörer ein, um seine Kenntnisse der Ethnografie, Geschichte, Landes- und Volkskunde zu erweitern. Im September 1907, nach dem Tode des Vaters, wurde er zur Familie nach Breslau gerufen. 1908 zog er mit seiner Mutter wieder nach Neustrelitz.
Zwischen 1908 und 1910 war Karbe als unbezahlter Volontär in der Großherzoglichen Bibliothek Mecklenburg-Strelitz tätig, ohne eine Festanstellung zu erhalten. Erst Mitte 1914 wurde er probehalber als Bibliothekar eingestellt und die Probezeit 1915 noch einmal verlängert, da man seine Einberufung erwartete. Ab Ende 1915 diente er im Landsturm als Funker und Dolmetscher an der deutsch-französischen Grenze. Im November 1918 kehrte er aus dem Krieg heim und nahm seine Tätigkeit in der Bibliothek und im Archiv wieder auf, zunächst weiter auf Probe. Am 1. April 1919 wurde Walter Karbe zum Hilfsregistrator des Archivs, der Landesbücherei und der Sammlungen in Neustrelitz ernannt. Am Jahresende wurde er dann Konservator in der Alten Bibliothek, welche die Großherzogliche Bibliothek, die Altertümer- und Münzensammlung sowie das Landes- und Hauptarchiv beinhaltete.
1925 war Karbe Gründungsmitglied des Mecklenburg-Strelitzer Vereins für Geschichte und Heimatkunde (Mitgliedsnummer: 1), für den Karbe als Referent und Wanderwart tätig war. Er veröffentlichte sein Wissen in Vorträgen und Aufsätzen in der Schriftreihe Mecklenburg-Strelitzer Heimatblätter des Vereins.
Von 1934 bis 1945 setzte sich Karbe vor allem für den Erhalt der Mecklenburg-Strelitzschen Landesbücherei ein, so dass wesentliche Teile der wertvollen Sammlungen den Zweiten Weltkrieg überdauerten. Als die 120.000 Bände umfassende Bibliothek nach dem Krieg aufgelöst werden sollte, versuchte er mit scharfen Protesten dies zu verhindern. Doch trotz aller Einwände wurde die Bibliothek 1950 aufgelöst.

## Ausgrabungen
1922 nahm Karbe gemeinsam mit Robert Koldewey an der von Carl Schuchhardt geleiteten archäologischen Grabung auf dem Schloßberg bei Feldberg teil. Bis in die 1950er Jahre glaubte man, dort das Slawenheiligtum Rethra gefunden zu haben.
Während der Arbeiten an dem Steindamm für die Chaussee nach Blumenhagen entdeckte Karbe dort im Wald 1924 den Silberschmuck einer slawischen Häuptlingsfrau, den sogenannten „Blumenhäger Silberfund“. Der Fund bestand aus einer 50 cm langen Kette, vier geflochtenen Halsringen, zwei Armbändern aus Silberblech, zwei Hohlkreuzen, einem Amulett, 16 Ohrgehängen, zwei Hohlperlen und rund 300 „Wendenpfennigen“.
Durch Ausgrabungen in den Jahren 1932 und 1934 identifizierte Karbe ein ursprünglich für slawisch gehaltenes Gräberfeld in der Gemarkung Bargensdorf als „Germanenfriedhof“ mit Körpergräbern der Römischen Kaiserzeit aus dem frühen 3./4. Jh.
Das im 15. Jahrhundert wüst gefallene Dorf „Saran“ (Serrahn) fand er 1939 in der Nähe von Carpin wieder und führte bis kurz vor seinem Tode dort Grabungen durch.

## Nachlass

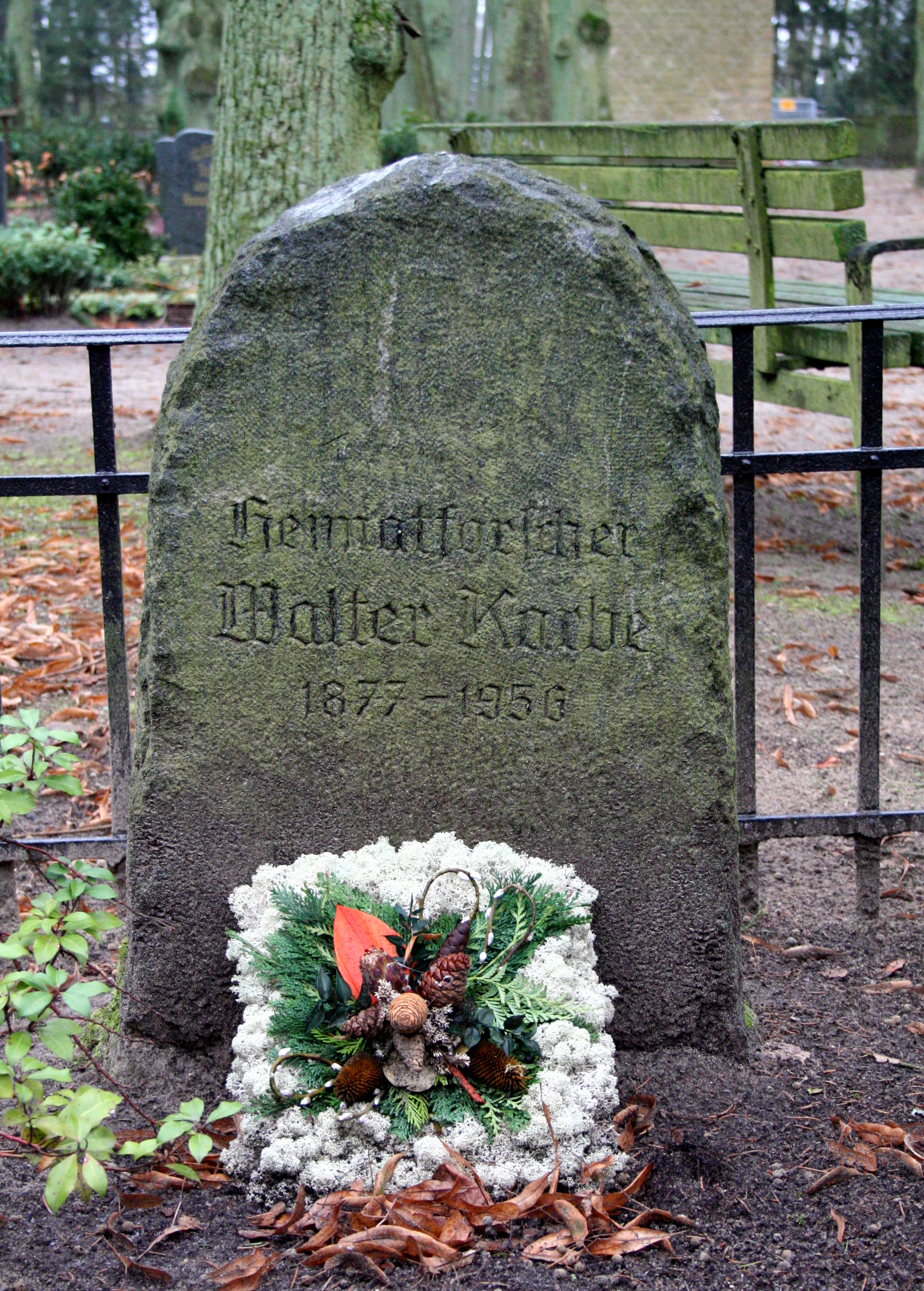
Karbes Grab auf dem neuen Friedhof Neustrelitz

Walter Karbe starb unverheiratet und kinderlos. In der Schenkungsurkunde vom 29. Januar 1952 hatte er bereits seine Bibliothek und die Münzsammlung an die Heimatforscherin Annalise Wagner übertragen. In Karbes Testament wurde sie zur Alleinerbin bestimmt, und so fiel nach seinem Tod auch der gesamte übrige Nachlass an Annalise Wagner. Auf dieser Grundlage gründete sie das anfangs private Karbe-Wagner-Archiv, welches heute als Teil des städtischen Kulturquartiers Mecklenburg-Strelitz in Neustrelitz fortbesteht.

## Werke
- (mit M. Pfitzner:) Das alte und das neue Strelitz. Volkskunde, Sagen, Flurnamen. Neustrelitz 1938
- Strelitzer Allerlei: Heimatkundliche Forschungen. Neustrelitz 1938
- (mit W. Gotsmann:) Rund um den Zierker See. Natur- und Heimatfreunde, Neustrelitz 1953
- Chronik der Stadt Strelitz in Mecklenburg : 1349–1949. Neustrelitz 1999; geschrieben zum 600. Jubiläum der Verleihung des Stadtrechts an Strelitz im Jahre 1949, jedoch erst ein halbes Jahrhundert später erstveröffentlicht
- (mit W. Gotsmann:) Über Hohenzieritz ins Tollensegebiet. Neustrelitz 1955

Daneben veröffentlichte Karbe unzählige größere und kleinere Aufsätze in Zeitungen, Zeitschriften und anderen Periodika.
Seit etwa 1940 bis zu seinem Lebensende schrieb er unter dem Arbeitstitel „Kulturgeschichte des Landes Stargard“ seine Einsichten und Lebenserinnerungen nieder, die wegen erheblicher editorischer Mängel lange ungedruckt blieben (Manuskript im Karbe-Wagner-Archiv) und inzwischen in stark überarbeiteter und neu geordneter Fassung erschienen sind:
- Walter Karbes Kulturgeschichte des Landes Stargard von der Eiszeit bis zur Gegenwart. Herausgegeben von G. Tschepego und P. Schüßler. Thomas Helms Verlag, Schwerin 2008. ISBN 978-3-940207-02-9